# チーム・ハース

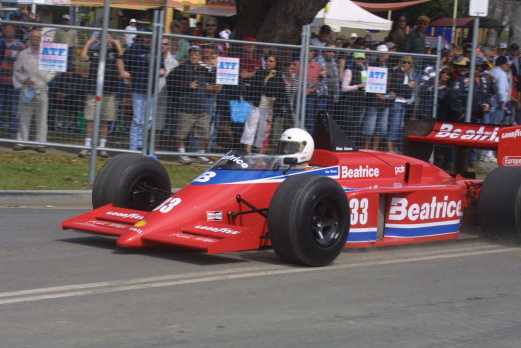
チーム・ハースが開発したローラ・THL1（2007年撮影）

チーム・ハース (Team Haas) は、かつて存在したアメリカ合衆国のレーシングチーム。創設者はカール・ハース。1985年から1986年にかけてF1世界選手権に参戦した。自社開発のF1マシンをローラ名義で登録したため、規定上コンストラクター（製造者）には当たらない。「ハース・ローラ」 (Haas Lola) 、「ベアトリス・ローラ」 (Beatrice Lola) 、「フォース」 (FORCE) とも呼ばれる。

## 沿革

### チーム発足
チームオーナーのカール・ハース (英:Carl Haas) は俳優のポール・ニューマンとともにニューマン・ハース・レーシングを結成し、北米のインディカー・ワールド・シリーズ (CART) で成功を収めていた。1984年、ハースはエイビス・レンタカー (英:Avis Rent A Car System) やSTPオイル (英:STP) などを傘下に収める全米第8位の大企業ベアトリス・フーズ (英:Beatrice Foods) の支援を獲得した。両者はCARTの派生プログラムとしてF1チームの結成に合意し、5年間のスポンサー契約を交わした。
ハースはまた、アメリカにおけるローラ製レーシングカーの輸入ディーラーでもあり、シャシー名に「ハース」ではなく「ローラ」と名付けることを希望した。チームの技術顧問にはローラ代表エリック・ブロードレイの名があったが、実際にはローラは計画に参加しておらず、名義貸しのような形であった。
共同オーナー兼チーム代表には、F1に精通した人物として、1983年までマクラーレンのチーム代表を務めたテディ・メイヤーが就任した。1984年に同じくマクラーレンの創設メンバーだったテイラー・アレクサンダーと共に「メイヤー・モーター・レーシング」を設立し、CARTシリーズに参戦し成功を収めた流れからのカール・ハースからの招致だった。
チームの設計部門にはウィリアムズのパトリック・ヘッドの下で働いていたニール・オートレイとロス・ブラウンを迎え入れた。チームはイギリスのロンドン近郊のコーンブルックにファクトリーを構え、運営母体となるフォーミュラ・ワン・レースカー・エンジニアリング (Formula One Race Car Engineering, FORCE) を設立した。
エンジンはコスワースが新開発するフォードV6ターボエンジンの独占使用権を獲得した。ドライバーは1980年にドライバーズチャンピオンを獲得したアラン・ジョーンズと契約した。ジョーンズは1981年シーズン後に一度引退したのち、1983年にアロウズからスポット参戦していたが、今回は本格的な現役復帰となった。
アメリカのF1チームの参戦はパーネリやペンスキー（1974年 - 1976年）以来久々であり、また、大口スポンサー（ベアトリス・フーズ）、名門エンジンサプライヤー（フォード・コスワース）、チャンピオン経験者（ジョーンズ）という、新興チームとしては強力な体制が注目された。

### 1985年
フォードGBAエンジン（TECターボ）の完成は1985年シーズン中には間に合わないため、先に完成したTHL1シャシーにハート製の直4ターボエンジンを搭載し、一足早くF1にデビューすることになった。
第12戦イタリアGPにジョーンズの1台体制で初出場した。メカニカルトラブルが続発し、ポールタイムから約10秒遅れで辛くも予選通過したが、決勝もエンジントラブルでリタイアした。その後3戦に出場したが、南アフリカGPはジョーンズの体調不良で決勝を棄権し、残る2戦ともリタイアを喫した。

### 1986年
ジョーンズに加えてパトリック・タンベイと契約し、2台体制でのエントリーとなった。タンベイが負傷により欠場した際は、エディ・チーバーがスポット参戦した。
フル参戦となる2年目のシーズンは、大きな誤算の中で戦わなければならなかった。まず、メインスポンサーのベアトリス・フーズが買収され、ハースを後援していた社長が更迭された。新経営陣は'86シーズン開幕前の段階で5年契約を反故にし、1986年限りでスポンサーを降りると宣告した。さらに、フォードGBAエンジンは年明けには完成し、2月下旬に新車THL2の初走行が行われたもののフォードの意向で燃費面の熟成に時間をかける方針が取られた上に、パフォーマンスは期待外れだった。ロス・ブラウンは「新型マシン（THL2）は本当にいいクルマだった。ところが、エンジンに全然パワーがなかった」、ジョーンズは「技術を駆使した小型のエンジンだったが、まったくの腑抜けだった」と振り返っている。
チームは開幕2戦をハートエンジン搭載の旧型THL1で戦い、第3戦サンマリノGPからフォードエンジンを搭載するTHL2を投入した。このレースはジョーンズのみが使用し、第4戦モナコGPからタンベイにも新車が与えられた。このレースでタンベイはティレルのマーティン・ブランドルと接触し、派手な横転事故を起こした。
マシンの性能的には中団グループに位置し、予選ではタンベイが何度かシングルグリッドを獲得した（最高6位）。相変わらずリタイア回数が多かったが、第12戦オーストリアGPでは、ジョーンズ4位、タンベイ5位で初ポイントを獲得。続くイタリアGPでもジョーンズが6位に入賞した。最終的に入賞はこの3回のみで、6ポイントを獲得し、コンストラクターズランキングは8位となった。

### 活動終了
ベアトリス・フーズの撤退後、チームは新スポンサーとしてバークレイ (英:Barclay) との契約に漕ぎつけた。しかしコスワースとの関係が悪化し、フォードエンジンの供給を失ったことから、カール・ハースは最終的に1987年の活動継続を断念した。本拠施設や資材はブラバムのオーナー、バーニー・エクレストンに売却された。
チーム・ハースの撤退後、フォードGBAエンジンの使用権はベネトンが獲得し、1987年のマシンB187に搭載された。以後、ベネトンはフォードのワークス待遇チームとして躍進することになる。
開発技術者のうち、ニール・オートレイはマクラーレン、ロス・ブラウンはアロウズ→トム・ウォーキンショー・レーシングを経てベネトン及びフェラーリでチャンピオンマシンを開発することになる。また、1986年シーズンの途中から、タンベイ担当のエンジニアとしてエイドリアン・ニューウェイも在籍していた。優秀な人材を揃えていただけに、ブラウンは「あのまま続けていれば、信じられないほど強力な集団になっていただろう」と惜しんでいる。

## 変遷表
| 年     | エントリー名              | 車体型番  | タイヤ | エンジン               | 燃料・オイル | ドライバー                                               | ランキング | 優勝数 |
| ------ | ------------------------- | --------- | ------ | ---------------------- | ------------ | -------------------------------------------------------- | ---------- | ------ |
| 1985年 | チーム・ハース (USA) Ltd. | THL1      | G      | ハート415T             | BP           | アラン・ジョーンズ                                       | NC         | 0      |
| 1986年 | チーム・ハース (USA) Ltd. | THL1 THL2 | G      | ハート415T フォードGBA | BP           | アラン・ジョーンズ パトリック・タンベイ エディ・チーバー | 8          | 0      |